# 陇东中学礼堂
陇东中学礼堂，位于中国甘肃省庆城县，为一个省级文物保护单位，类型为近现代重要史迹及代表性建筑。
陇东中学礼堂的历史年代为1940年。